# Léopold-Guillaume de Habsbourg
Léopold-Guillaume de Habsbourg (Wiener Neustadt, 5 janvier 1614 - Vienne, 20 novembre 1662) fut gouverneur général des Pays-Bas espagnols méridionaux catholiques, chef militaire et mécène.
Dernier fils de Ferdinand II de Habsbourg et de Marie-Anne de Bavière (1574-1616), il est le frère cadet de Jean-Charles de Habsbourg (1605-1619) et de Ferdinand III (1608-1657) qui succéda à leur père comme empereur.
En tant que fils cadet d'une famille princière, une carrière classique de prince de l'Église lui était d'abord réservée. Il fut grand maître de l'ordre Teutonique à partir de 1641, évêque d'Halberstadt, de Magdebourg, d'Olmütz, de Passau, de Breslau et de Strasbourg, cumul qui n'était pas exceptionnel à l'époque.
Il passa cependant la plus grande partie de sa vie à faire la guerre, ce pourquoi on le représente le plus souvent couvert d'une cuirasse, avec un bâton de maréchal.
En 1640, pendant la guerre de Trente Ans, il réussit à chasser les Suédois de Bohême, mais ils le battirent à Breitenfeld en 1642. En 1645, il défit à Brigittenau une avant-garde de Suédois, de sorte que ceux-ci renoncèrent à attaquer Vienne.
En tant que gouverneur général des Pays-Bas espagnols, il conclut, par le traité de Münster (1648), une paix avec les Provinces-Unies et combattit aussi la France. Après la publication de la bulle Cum occasione, en 1653, il dut intervenir contre les Jansénistes et les expulser du pays.

## Évêque de Strasbourg
Léopold-Guillaume est le neveu de l'archiduc Léopold V d’Autriche-Tyrol qui fut évêque de Strasbourg de 1607 à 1626.
Son oncle avait demandé, en 1625, que son neveu lui succède. Léopold-Guillaume n’avait que douze ans. De 1611 jusqu'à sa mort en 1637, la charge du diocèse était portée, en réalité, par Adolphe, comte de Salm-Reifferscheid, doyen du Grand-Chapitre.
Léopold fut en même temps grand maître de l’ordre Teutonique, évêque de Passau, de Halberstadt, d’Olmutz et de Breslau, abbé de Murbach et de Lure, comte de Tyrol et de Galicie.
Il porta la charge d’évêque de Strasbourg durant trente-sept ans ; il était réputé pour n’avoir jamais séjourné en Alsace, à cause de la guerre de Trente Ans.
Les fonctions épiscopales et l’administration furent ainsi assurées par l’évêque auxiliaire, Paul, comte d’Achingen (évêque auxiliaire de 1627 à 1644), docteur en Théologie, né au Luxembourg, et mort à Klagenfurt en 1644.

## Collectionneur

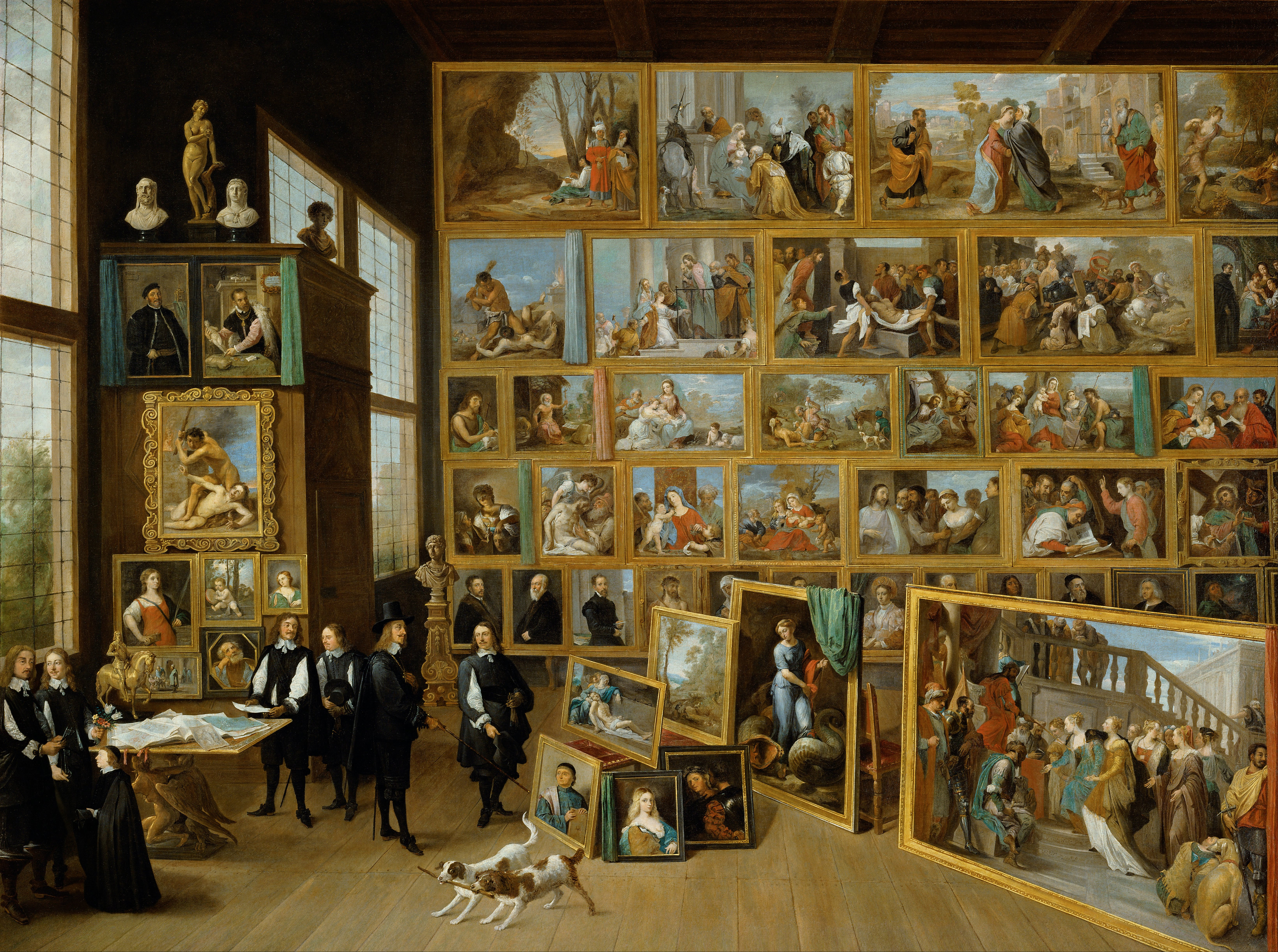
Le gouverneur Léopold-Guillaume et sa collection de tableaux à Bruxelles, par David Teniers le Jeune, vers 1650.

On le connaît aussi pour sa collection d'œuvres d'art, dont il avait confié la gestion au peintre flamand David Teniers le Jeune. Avec le titre et le rang de « ayuda de camara », Teniers s'installa à Bruxelles après 1647 et dépensa des sommes immenses à l'acquisition de peintures, notamment celles de la collection du roi Charles Ier liquidées par Cromwell. Léopold soutint entre autres, l'école des Fijnschilders, ces « peintres précieux » hollandais, dont faisait partie Gérard Dou, qui s'efforcèrent de représenter la réalité avec le maximum de précision.
Des toiles exposées à Madrid, Munich, Vienne et Bruxelles permettent de se faire une idée de ce qu'était la résidence impériale à l'époque de Léopold, que l'on représente admirant quelque acquisition récente sous la direction de Teniers. L'une d'elles, visible à Munich, représente Teniers travaillant dans une pièce du palais, avec un vieux paysan pour modèle et divers gentilshommes pour spectateurs.
Lorsque Léopold retourna à Vienne, il emporta ses peintures et installa sa galerie au Stallburg. C'est le prêtre flamand Jan Anton van der Baren (en), lui-même excellent peintre de fleurs, qui devint le gardien de sa collection. Celle-ci rassemblait principalement des maîtres néerlandais et italiens, par exemple des Vénitiens du XVIe siècle. Une bonne partie de cette collection venait de ventes aux enchères de nobles anglais, qu'avait chassés le Puritanisme : des maîtres italiens, aujourd'hui exposés à Vienne, avaient même appartenu à Charles Ier d'Angleterre et au duc de Buckingham. Cornelis De Bie affirmait en 1661 que Teniers avait passé quelque temps à Londres, rassemblant des peintures pour le duc de Fuensaldaña, alors lieutenant de Léopold pour les Pays-Bas espagnols.
Léopold légua cette collection à son neveu, l'empereur Léopold Ier, de sorte qu'elle devint propriété impériale et représente aujourd'hui une partie importante du Kunsthistorisches Museum (Musée d'histoire de l'art ou Musée d'art ancien) de Vienne.
En 1653, la découverte du trésor de la tombe de Childéric enthousiasme Léopold qui appuie la publication du traité de Jean-Jacques Chifflet, Anastasis Childerici. Quand le gouverneur quitte Bruxelles en 1656, il emporte avec lui ce trésor qu'il lèguera, avec sa collection de peintures, à son neveu, Léopold Ier. 
Féru de musique et de spectacle comme son frère Ferdinand III, il fit venir à Bruxelles le compositeur Johann Kaspar Kerll, ainsi que le chorégraphe Balbi, qui mit en œuvre le Ballet du monde et l'opéra Ulisse all'isola di Circe, représentés en 1650, puis en 1655 pour la visite de Christine de Suède à Bruxelles.